# Chariodema tolimana
Chariodema tolimana är en skalbaggsart som beskrevs av Moser 1918. Chariodema tolimana ingår i släktet Chariodema och familjen Melolonthidae. Inga underarter finns listade i Catalogue of Life.